# Chios (prefektur)
Chios var en prefektur i Grekland.  Den låg i regionen Nordegeiska öarna, i den östra delen av landet, 200 km öster om huvudstaden Aten. Antalet invånare var 53 817. Arean är 904 kvadratkilometer.
Perfekturen ersattes 2011 av regiondelen Chios. Perfekturen var indelad i tio kommuner.